# Urosaurus
Urosaurus – rodzaj jaszczurek z rodziny frynosomowatych (Phrynosomatidae). 

## Zasięg występowania
Rodzaj obejmuje gatunki występujące w Stanach Zjednoczonych (Kalifornia, Nevada, Utah, Kolorado, Nowy Meksyk, Teksas, Arizona i Wyoming) i Meksyku (Kalifornia Dolna, Kalifornia Dolna Południowa, Colima, Sonora, Sinaloa, Tamaulipas, Chihuahua, Michoacán, Nayarit, Durango, Nuevo León, Jalisco, Guerrero, Puebla, Morelos, Oaxaca, Chiapas, Coahuila, Jalisco, Aguascalientes i Meksyk). 

## Systematyka

### Etymologia
- Urosaurus: gr. ουρα oura ‘ogon’[5]; σαυρος sauros ‘jaszczurka’[6].
- Phymatolepis: gr. φυμα phuma, φυματος phumatos ‘guzek, guz’[7]; λεπις lepis, λεπιδος lepidos ‘łuska, płytka’, od λεπω lepō ‘łuszczyć’[8]. Typ nomenklatoryczny: Phymatolepis bi-carinatus Duméril, 1856.

### Podział systematyczny
Do rodzaju należą następujące gatunki: 
- Urosaurus auriculatus (Cope, 1871)
- Urosaurus bicarinatus (Duméril, 1856)
- Urosaurus clarionensis (Townsend, 1890)
- Urosaurus gadovi Schmidt, 1921
- Urosaurus graciosus Hallowell, 1854
- Urosaurus lahtelai Rau & Loomis, 1977
- Urosaurus microscutatus (Van Denburgh, 1894)
- Urosaurus nigricauda (Cope, 1864)
- Urosaurus ornatus (Baird & Girard, 1852) – legwan karłowaty[9]